# Rimanóczy Kálmán (építész, 1840–1908)

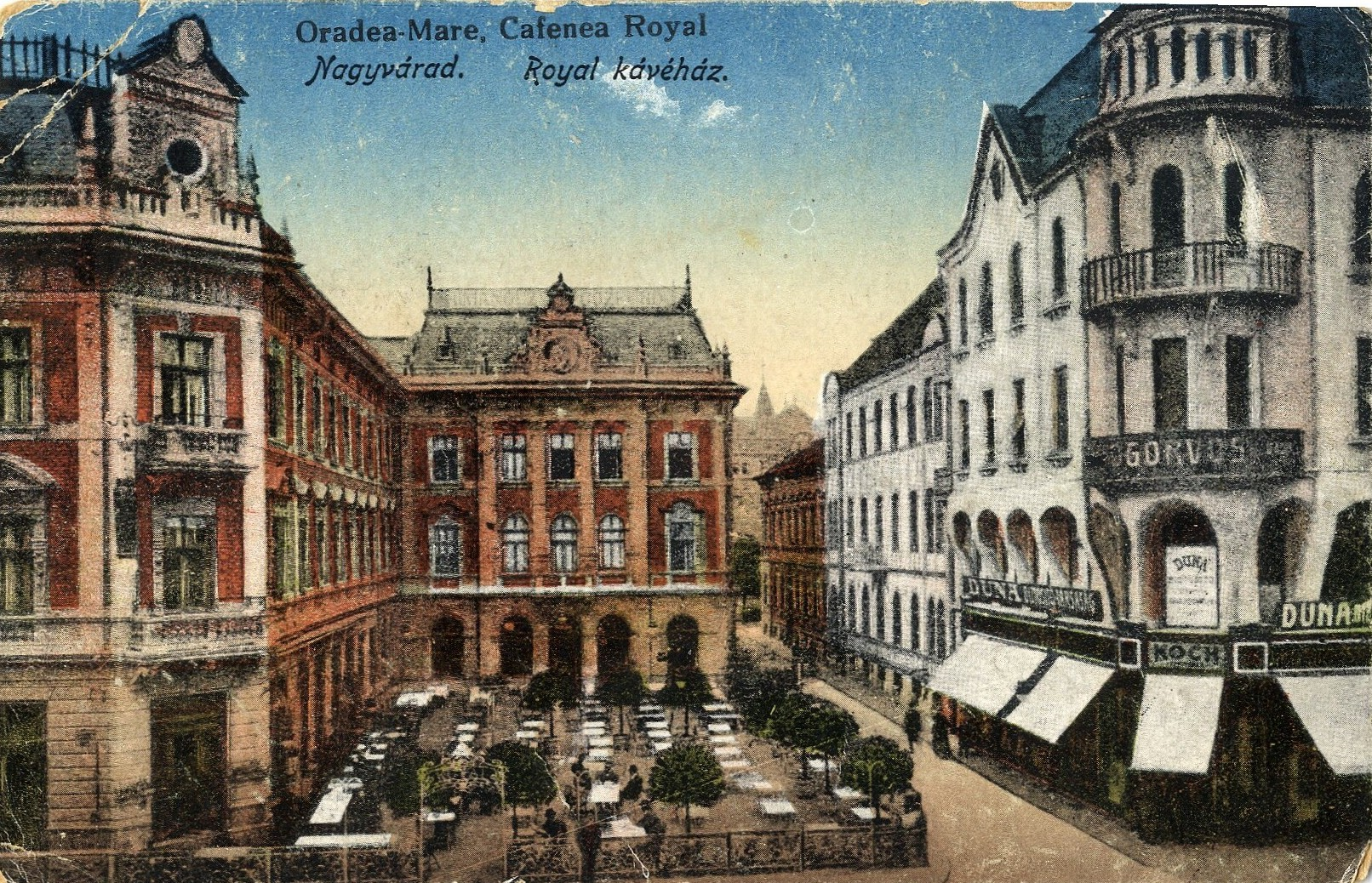
Nagyvárad, Royal kávéház, építés éve 1892

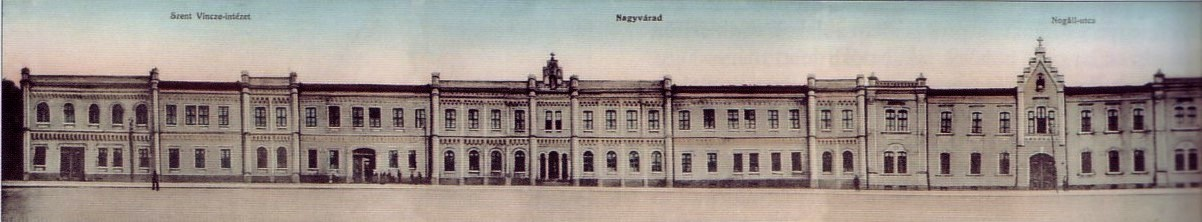
Szent Vince Intézet, 1868-1901-1906

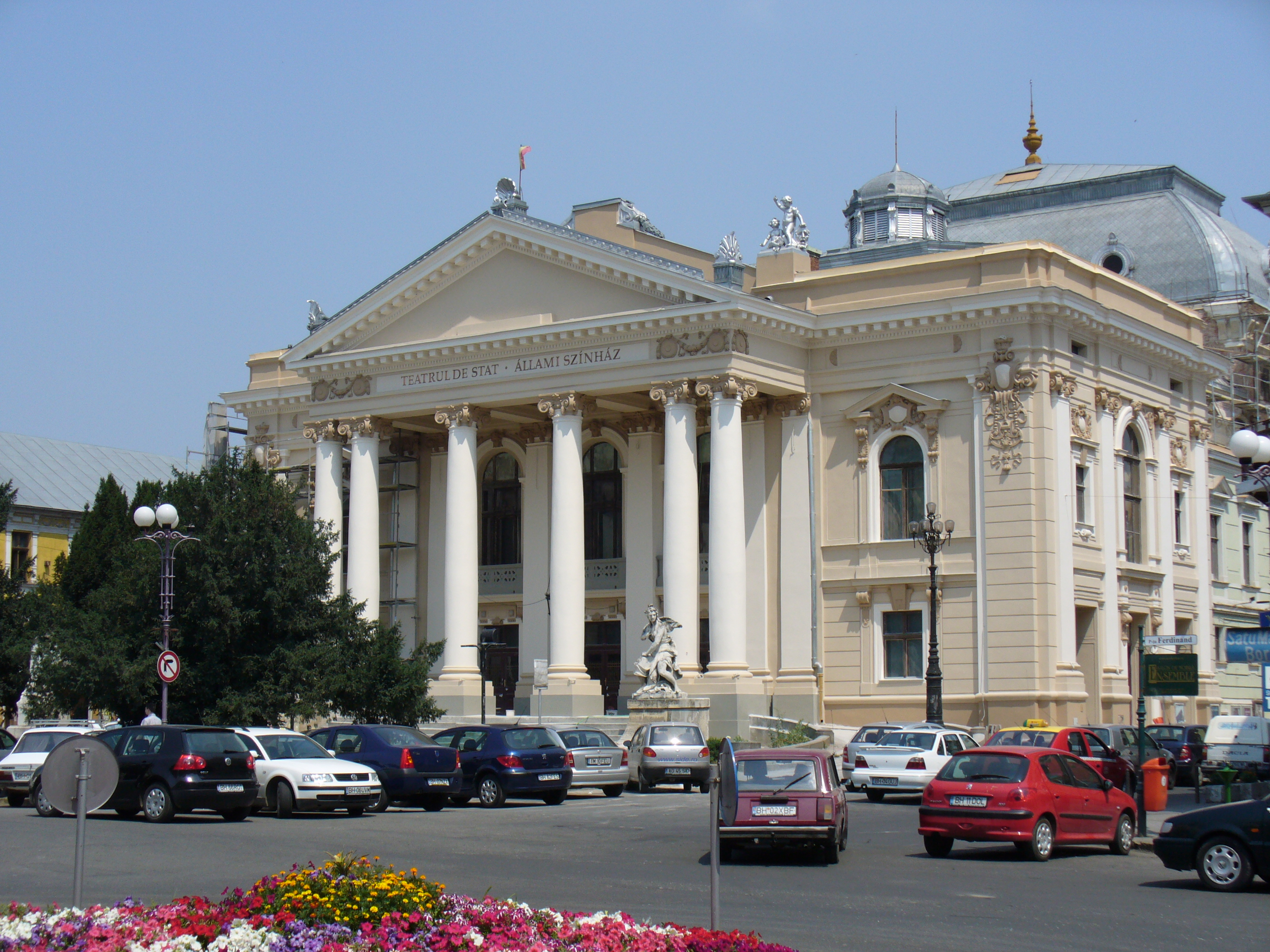
A Szigligeti Színház, építés éve 1900

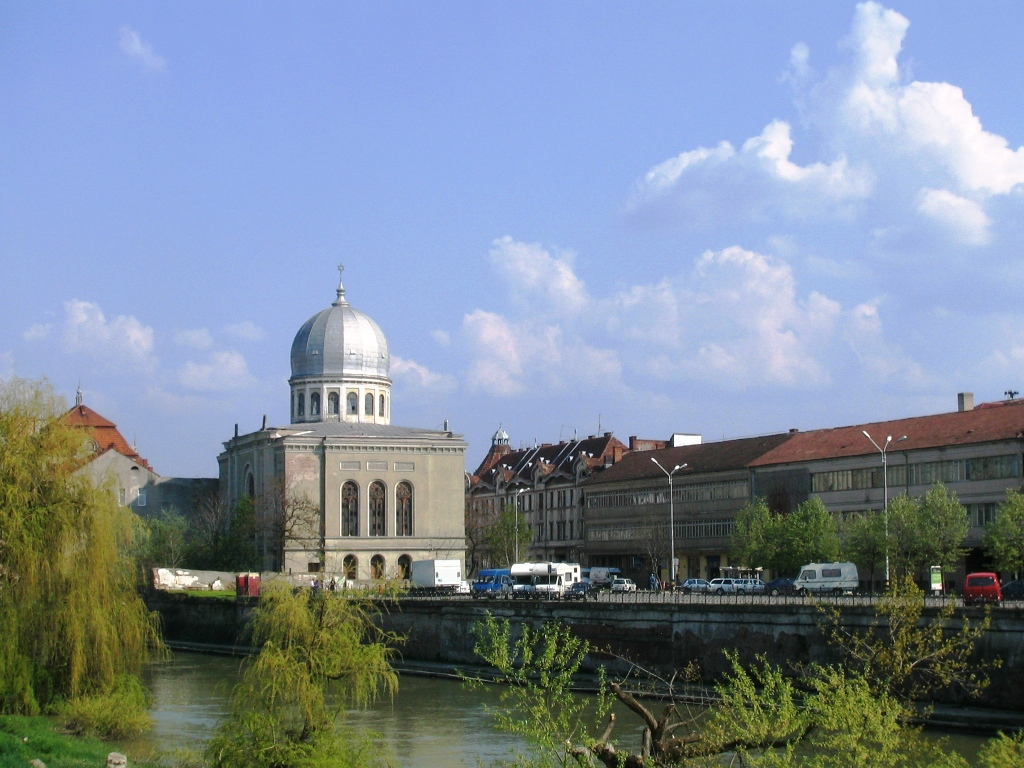
A neológ zsinagóga, építés éve 1878

Idősebb rimanóci Rimanóczy Kálmán (Kapuvár, 1840. május 12. – Nagyvárad, 1908. január 2.) nagyváradi építész, építési vállalkozó, ifj. Rimanóczy Kálmán apja.
Szent jelkép ez a név: Rimanóczy. A munka és az emberszeretet jelképe. Apa és fia mint a modern város formálói, vagy mint jótékony adakozásaikról egyaránt híres virilista városatyák, nagyon sokat tettek Nagyváradért.

## Életpályája

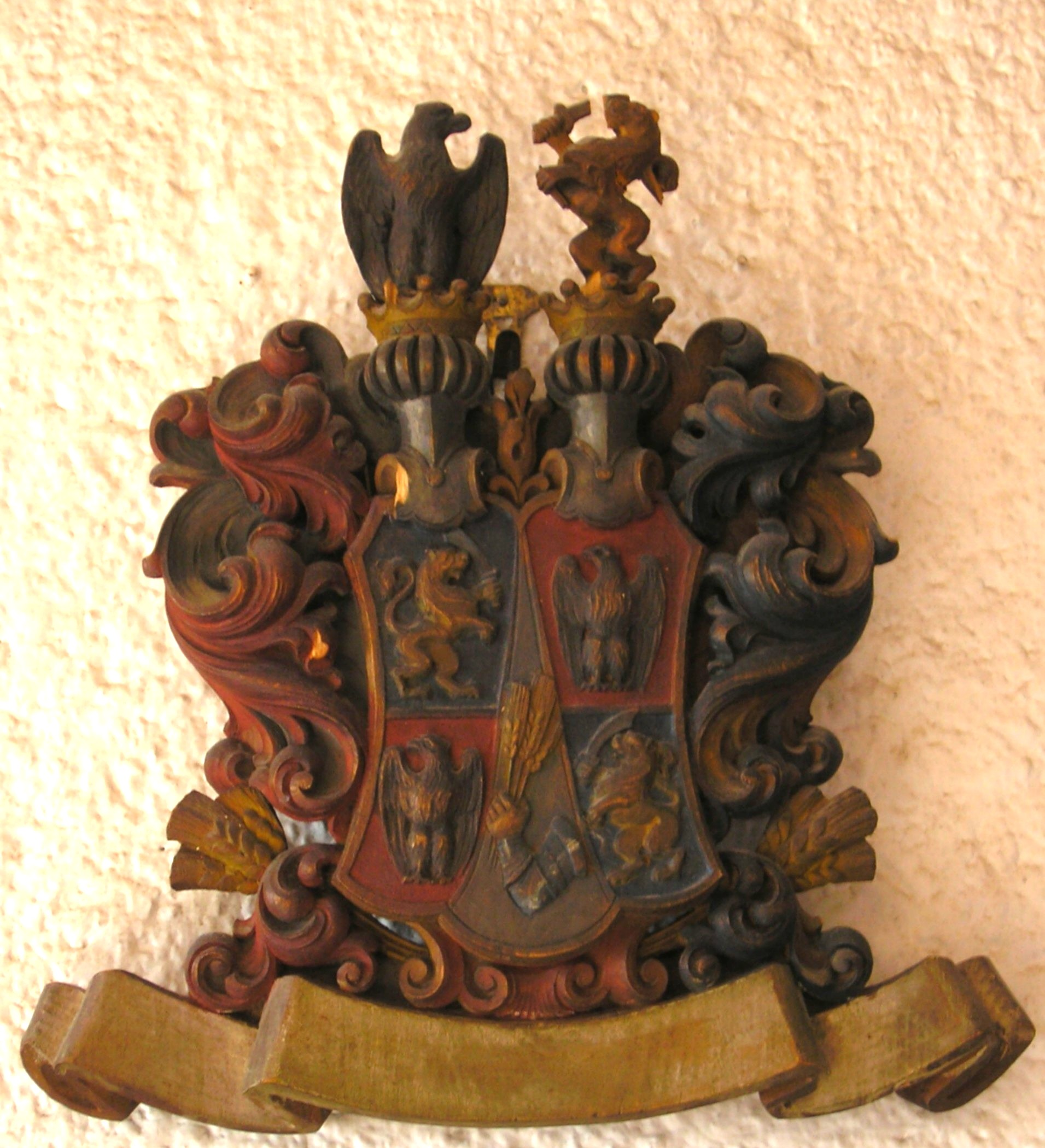
A Rimanóczy család címere fából faragva, színezve

Édesapja, Rimanóczy József-Sámuel a kapuvári Esterházy hercegi „uradalom ispánja” volt. Kálmán kitanulta a kőművességet. Később valószínűleg letette az építőmesteri vizsgát, amely feljogosította az építészeti feladatok ellátására (önálló tervezésre és kivitelezésre). Az 1860-as években Pest-Budán és környékén tevékenykedhetett. Ezt látszik igazolni, itt született első fia is. 1867-ben Nogáll János kanonok, pergamói felszentelt püspök, meghívta a nagyváradi Szent Vince Intézet építéséhez. Munkájával elismerést váltott ki Nagyváradon, és le is telepedett a Körös-parti városban.

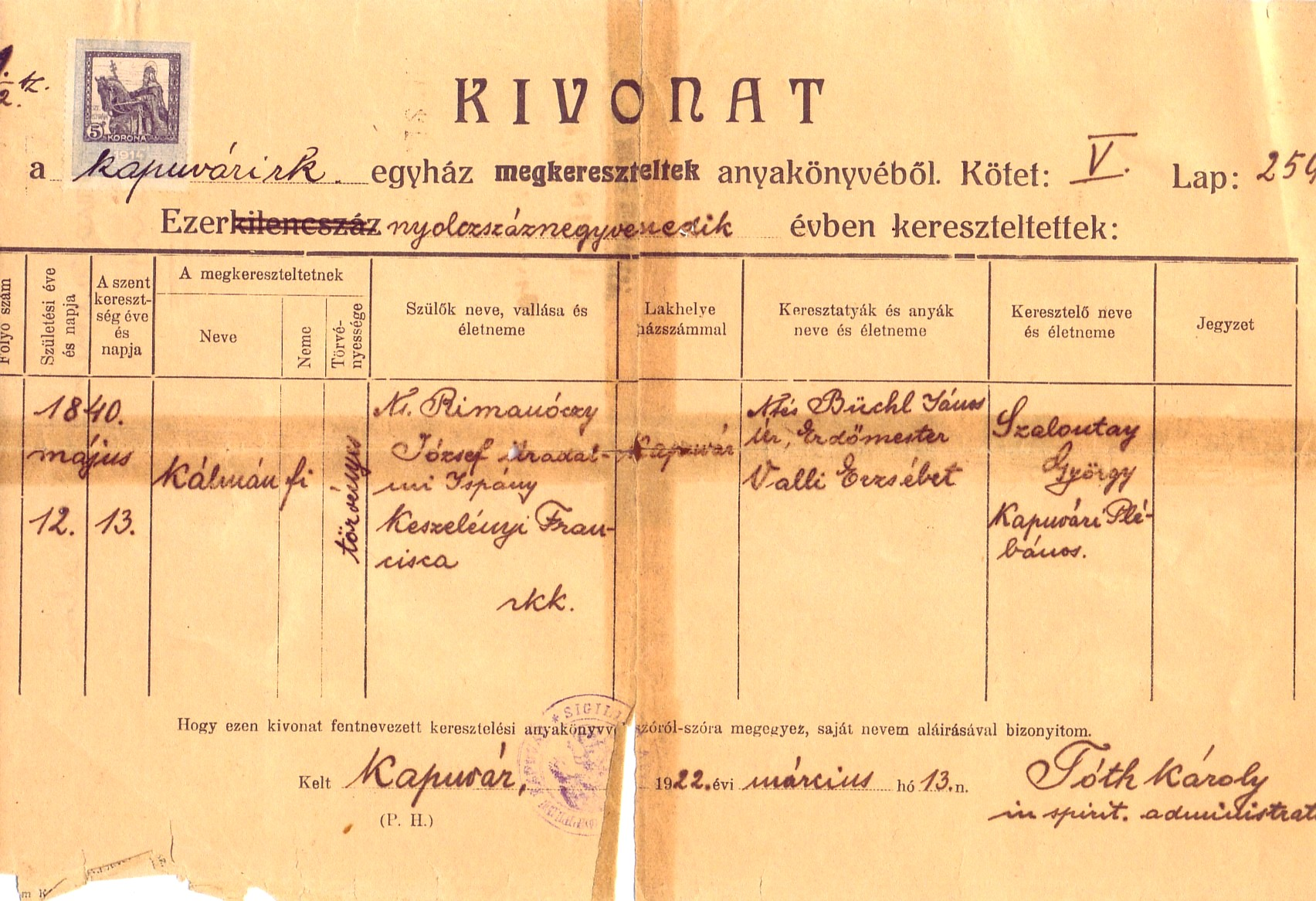
Rimanóczy Kálmán keresztlevele

Rimanóczy nagyrészt építési vállalkozói tevékenységet folytatott. Az általa tervezett és egyben kivitelezett épületek eklektikus stílusúak voltak. Néhány épületénél fellelhetők szecessziós motívumok, Kálmán fia tervezői közreműködésére engednek következtetni. Haláláig csak egy-egy megbízás erejéig hagyta el Nagyváradot. Egyik építője volt az 1893–95 között Budapesten, a Kerepesi úton (ez a része ma a Rákóczi út) megvalósult Uránia filmszínháznak is. Városa iránt mindenkor a legmélyebb szeretettel és lokálpatriotizmussal viseltetett. Nagy érdeme volt abban, hogy megszületett a Szigligeti Színház, vagy hogy rendeződött a Bémer (ma: Ferdinánd) tér utolsó szeglete is.

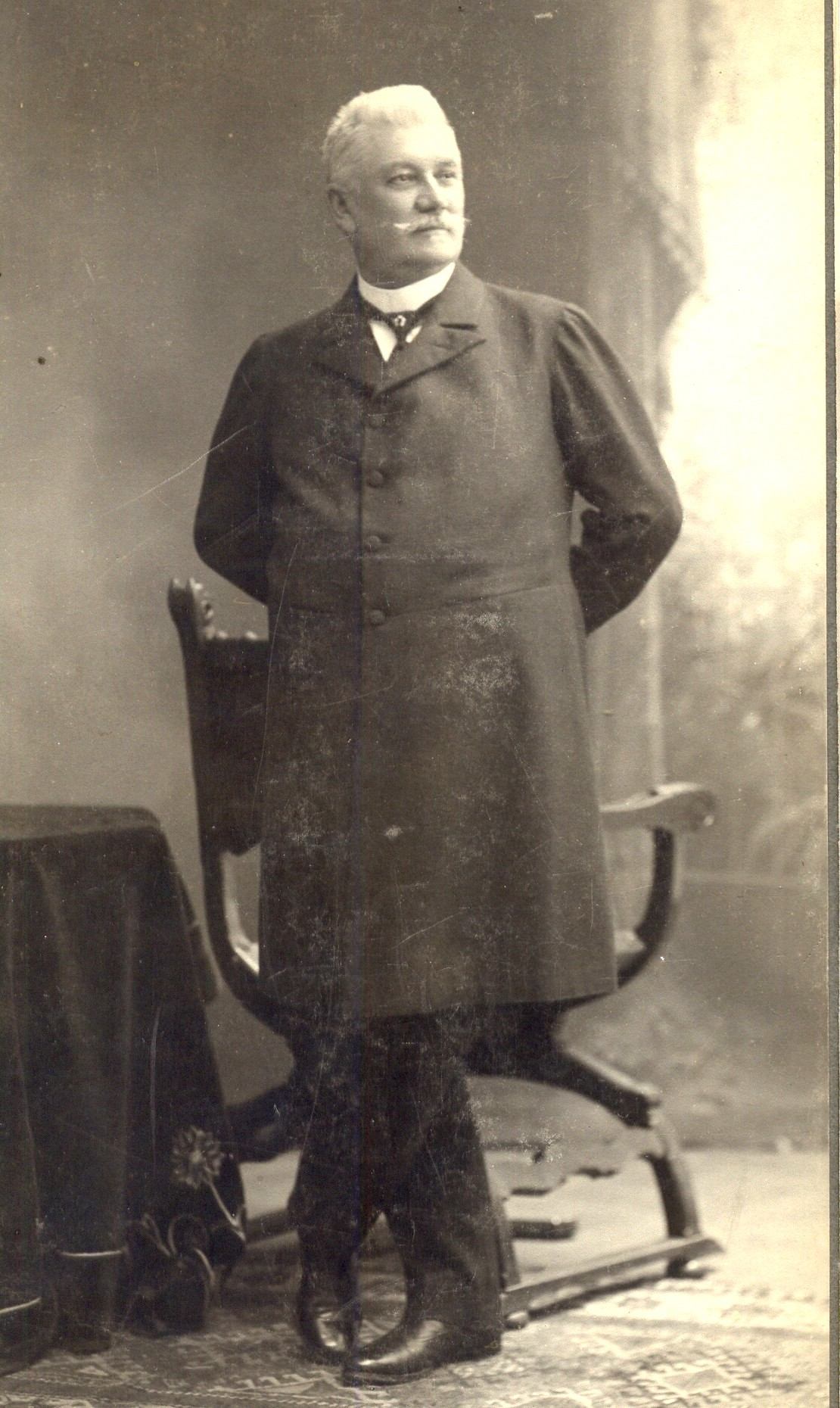
Időskori fényképe

## Családja
Első házasságából született Árpád fia. Kapolnay Irénnel Nagyváradon kötött házasságából két fia született: Béla és Kálmán. Utóbbi szintén jónevű építész volt, számos nagyváradi épület tervezője és kivitelezője. Idősb Kálmán végrendeletében az egymillió koronát érő szállodájával ajándékozta meg a várost, illetve annak szegényeit. Szőlőhegyi birtokát a rajta lévő épületekkel együtt a Szent Vince Intézetre hagyta.

## Művei

### Általa Nagyváradra tervezett épületek
- Szent Vince (Nogáll) Intézet, 1868 (1899–1901: emeletráépítés, 1906, bővítés (ifj. Rimanóczy Kálmán, Peiser Károly)[halott link]
- Kereskedelmi Ipar- és Termény Hitelbank (Teleki utca 3.), 1886
- Nagyváradi Takarékpénztár (Teleki u. 1.) felújítás, 1887
- Egykori Nemzeti Kaszinó Fő utca és Úri utca sarok), 1888
- Papnevelde bővítése, 1888
- Deutsch-ház (Zöldfa utca 2.) 1888
- Múzeum, 1895 (ma: gyermekpalota), 1910, bővítés: ifj. Rimanóczy Kálmán
- Rimanóczy Szálló és Gőzfürdő, 1892 (Bémer tér felé bővítés, 1900)
- Andrényi-féle vasáruház (Nagyvásártér 4-6.), 1893
- Bazárépület, 1900
- Honvédlaktanya (Honvéd gyalogsági épület) (Rulikowski út) 1901-1902
- Nagyváradi vasútállomás átépítése. 1901-1903 (Munkatárs: Rendes Vilmos)
- Rimanóczy-palota. Fő utca, 1905 (egyes források ifj. R. Kálmánnak tulajdonítják a tervezését)
- Nagyváradi Központi Takarékpénztár pályaterve I. díj. 1906 [halott link]

### Általa kivitelezett nagyváradi épületek
- Neológ zsinagóga Kossuth Lajos utca, 1878
- Andrényi Károly vasáruháza, 1893
- Kereskedelmi Csarnok, 1894
- Iparosmenhely, Szacsvay utca, 1895
- Szigligeti Színház, 1900 (több társával együtt)
- Honvédlaktanya, Rulikowski út (ma Katonai Múzeum)

### Képgaléria

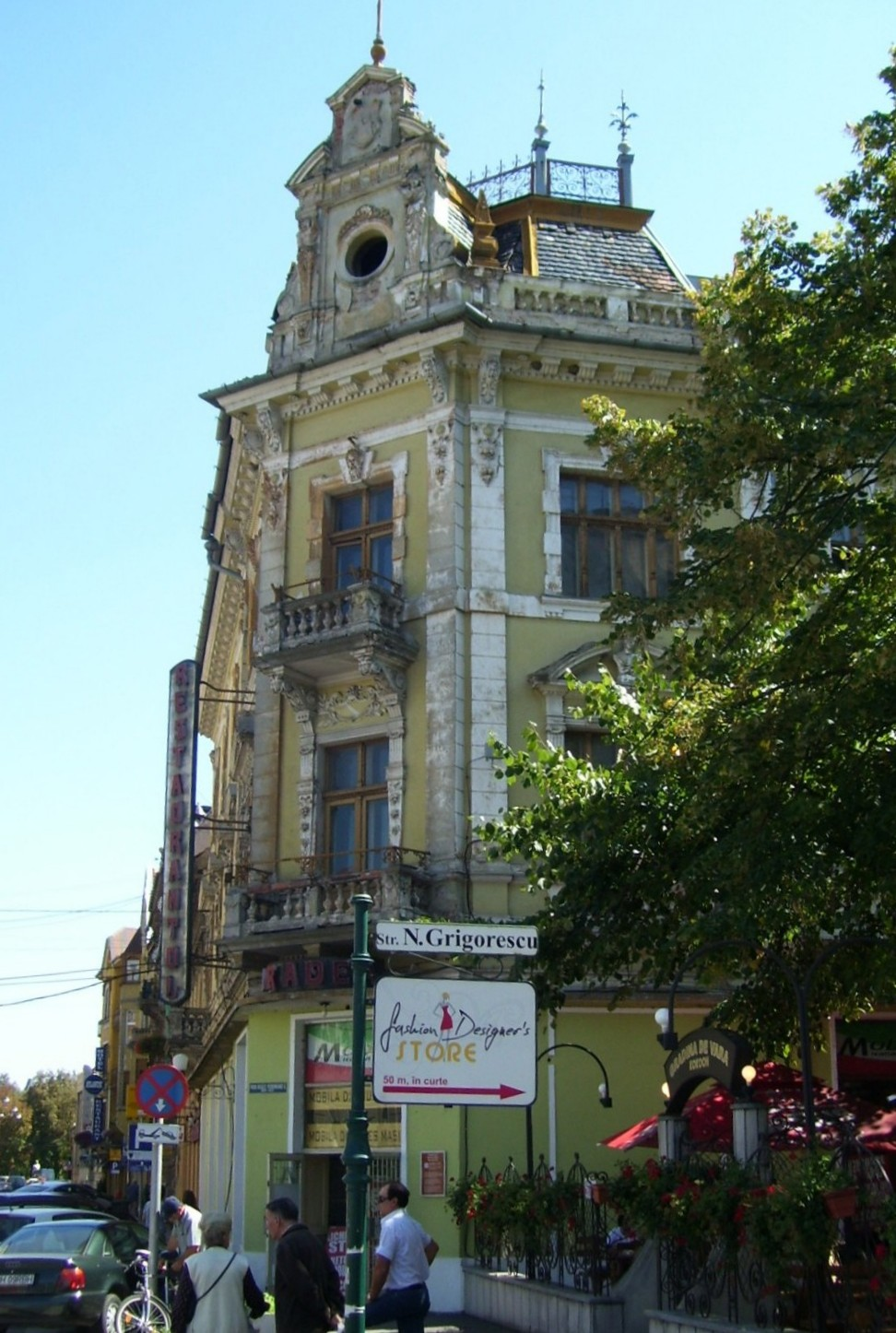
A Rimanóczy-szálló (1892), a Rimanóczy (Vulcan) utca felől
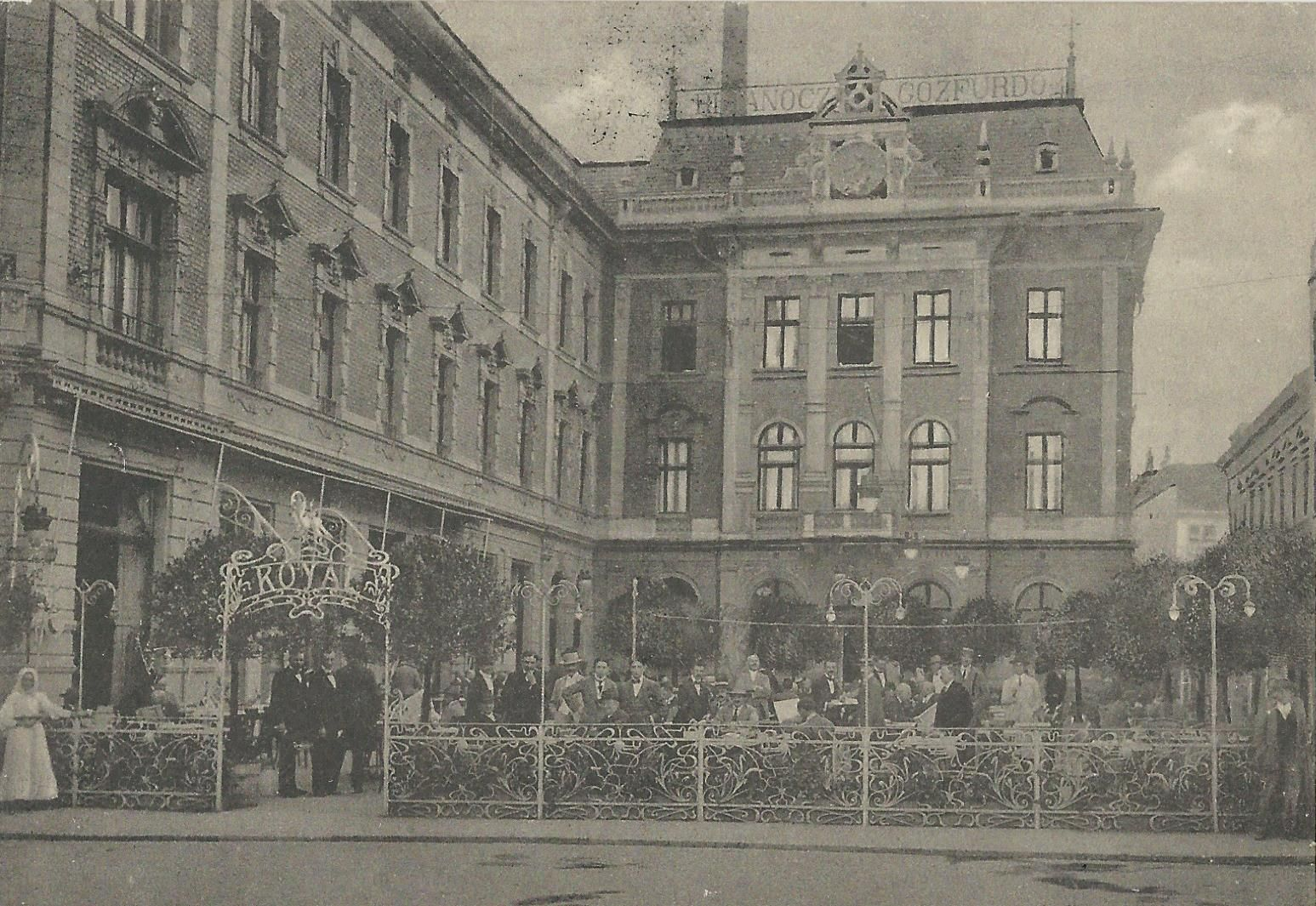
A Rimanóczy-szálló képeslapon
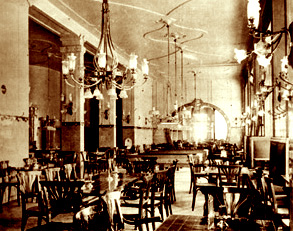
Royal kávéház (1892), belső
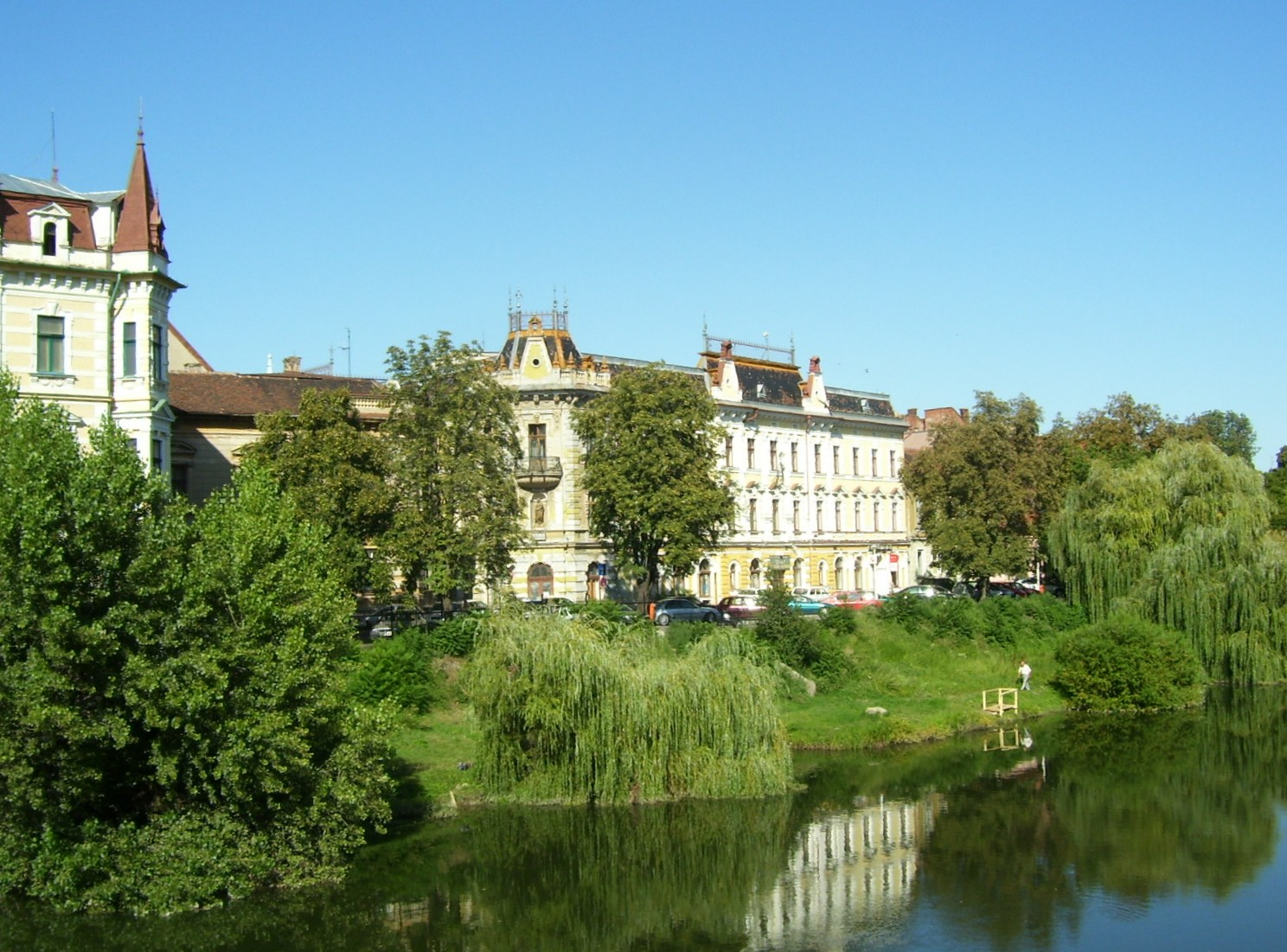
Rimanóczy (Crisul Repede) szálló (1892), a Körös-part felől
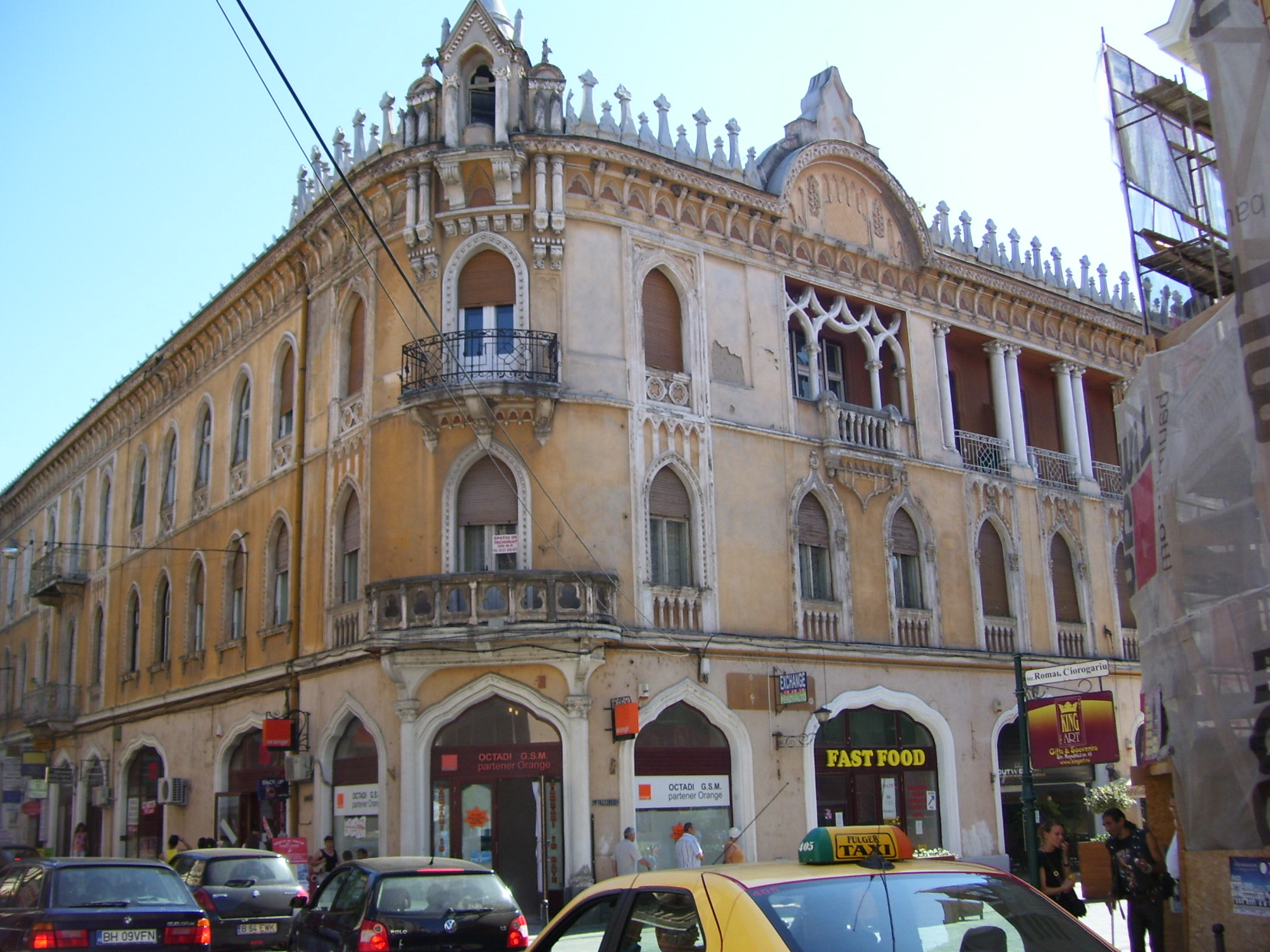
Rimanóczy-palota (Fő u.) Traian tér 1., 1905
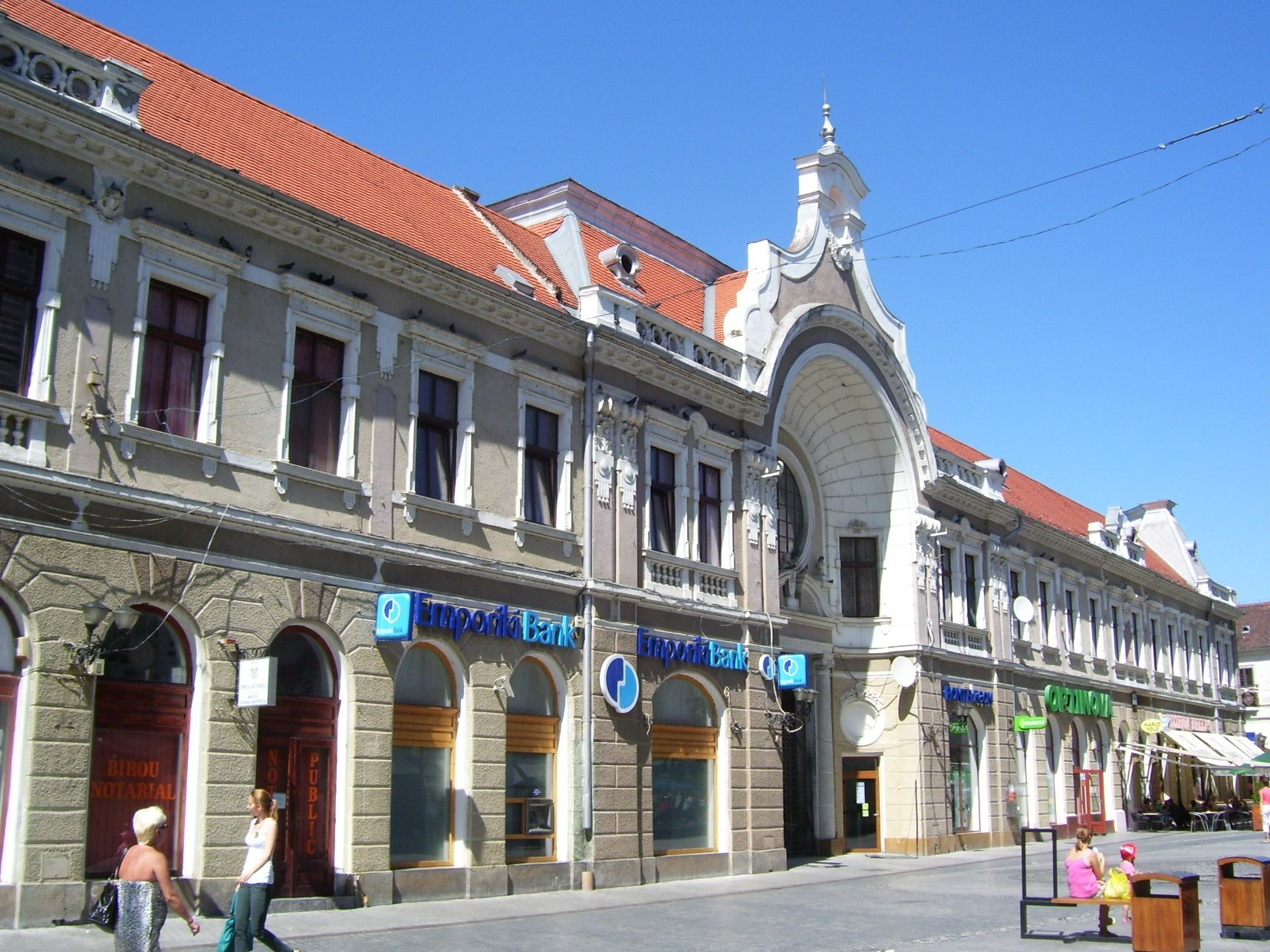
A nagyváradi Bazár épülete, 1900
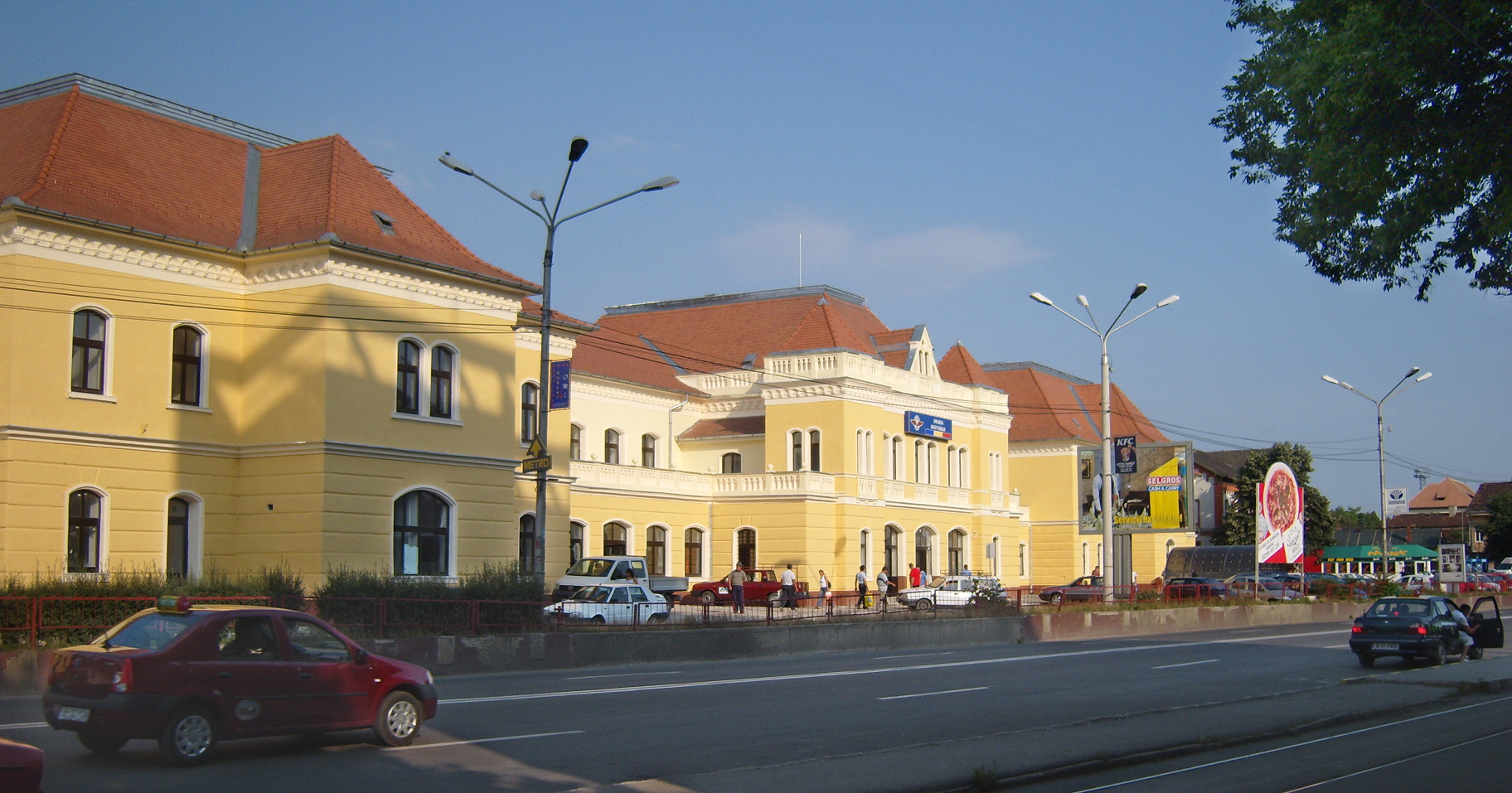
Nagyváradi vasútállomás átépítése, 1901-1903
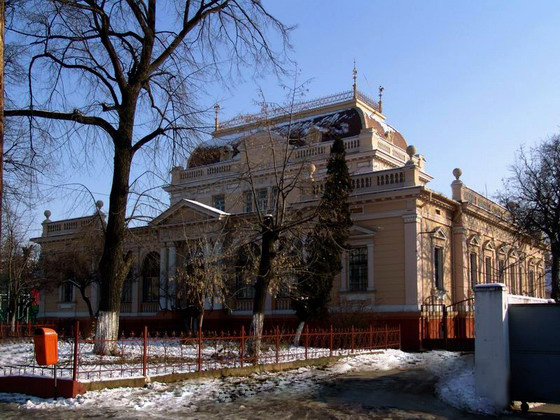
Múzeum, 1895. Ma Gyermekpalota
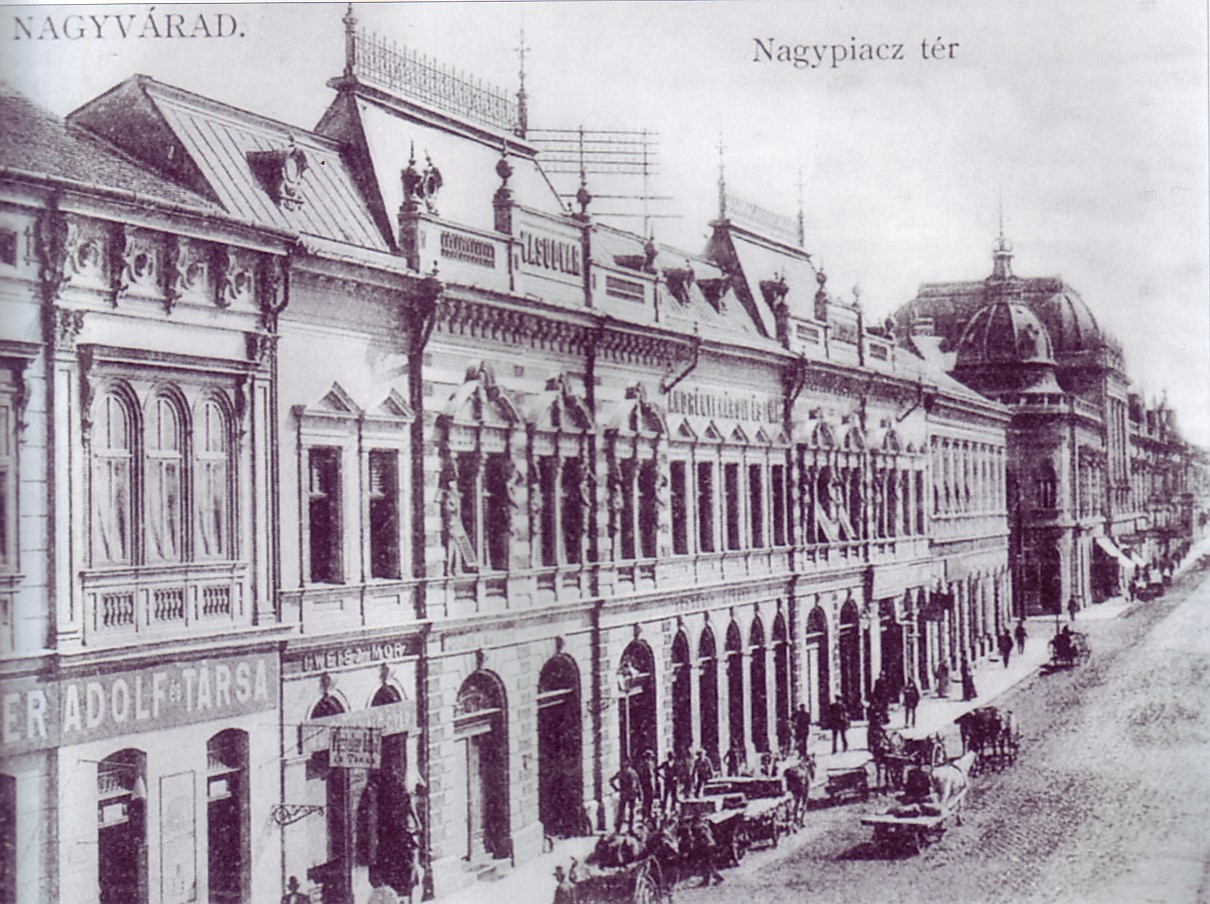
Andrényi-féle vaskereskedés, 1893
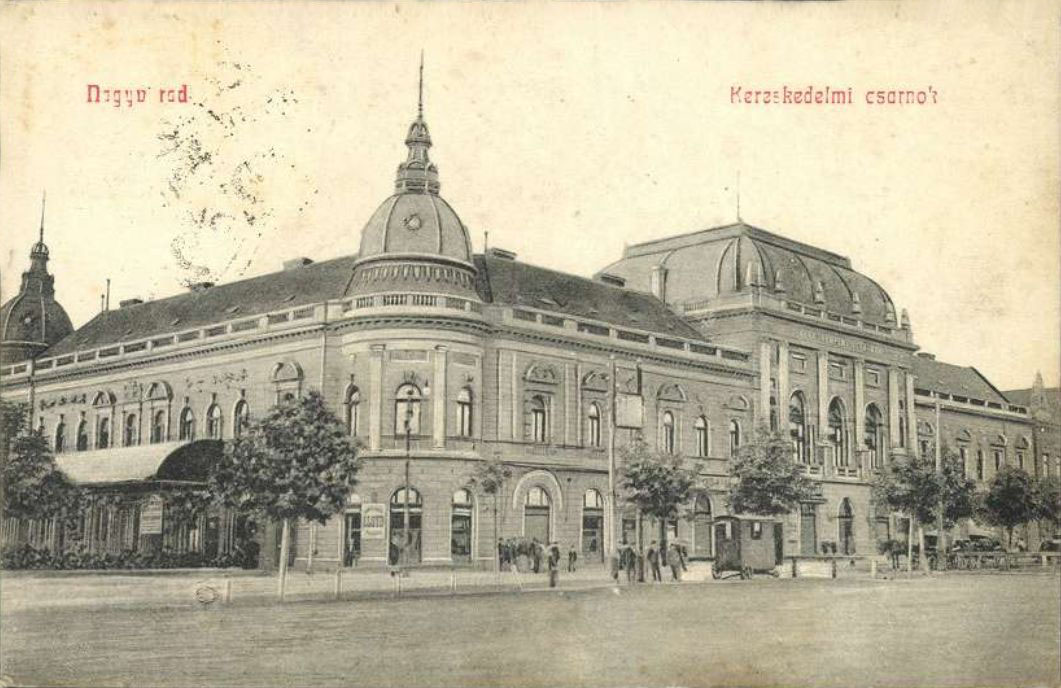
Kereskedelmi csarnok, 1894

## Emlékezete
- Hagyatékáról nincs közelebbi információnk. Kiegészítésre vár.
- A Rimanóczy-szállót és Gőzfürdőt Nagyvárad városára hagyta, abból a célból, hogy annak bevételét a szegények megsegítésére fordítsák.
- „Rimanóczy Kálmán halála után, 1908 januárjában Nagyvárad város vezetősége hálája jeleként a jeles építészről nevezte el az addigi Áldás utcát, ahol egyik családi háza, a sarkon pedig a szállodája volt. Ez az utca 1958-ig viselte Rimanóczy nevét, azóta Iosif Vulcan utca. Igaz, 1994-től ismét van Rimanóczy utca Nagyváradon, az egykori Pece újkori nevén Bârzavei, de az semmivel sem kötődik a neves építészhez.”[4]
- Nagyváradi temetősor
- Tempfli József apátplébános (a későbbi megyés püspök) beszentelte, majd a gyulafehérvári római katolikus Barátok temploma kriptájában helyezte el a Rimanóczy család földi maradványait.
- m2-tv Kárpátexpressz [halott link][halott link]
- Tábla a Rimanóczy Szállodán[halott link] (2008. május 8-án emléktáblát helyeztek el a szálloda falán.)
- Új parkok létesülnek Nagyváradon. (Rimanóczy kripta helyreállítása)

## További információk

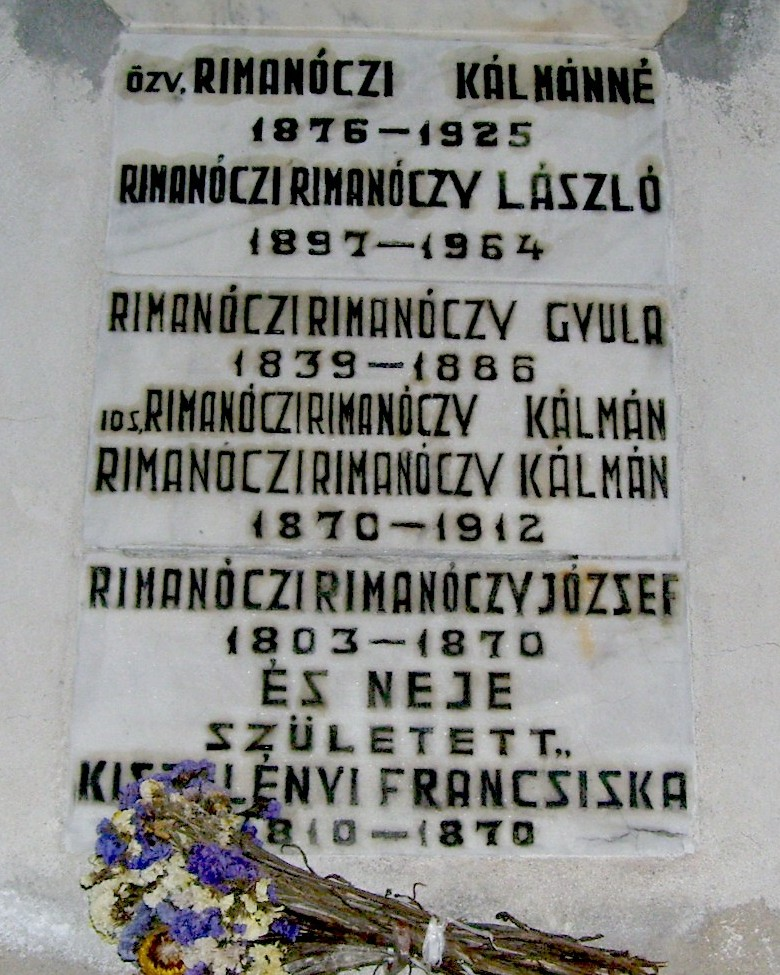
A Rimanóczy család márvány emléktáblája a nagyváradi Barátok temploma kriptájában